# Arménio Fernandes
Arménio Gaspar Fernandes (ur. 9 listopada 1959) – angolski lekkoatleta specjalizujący się w biegach sprinterskich.
Olimpijczyk z Seulu (1988). Udział w igrzyskach zakończył na etapie eliminacji w biagach na 100 oraz 200 metrów. Uczestnik Uniwersjady w Edmonton w 1983 roku.

## Rezultaty
| Rok  | Impreza              | Miejsce  | Konkurencja        | Pozycja    | Wynik   |
| ---- | -------------------- | -------- | ------------------ | ---------- | ------- |
| 1983 | Uniwersjada          | Edmonton | bieg na 200 m      | eliminacje | DQ      |
| 1983 | Uniwersjada          | Edmonton | sztafeta 4 × 400 m | eliminacje | 3:20,66 |
| 1988 | Igrzyska olimpijskie | Seul     | bieg na 100 m      | eliminacje | 10,92   |
| 1988 | Igrzyska olimpijskie | Seul     | bieg na 200 m      | eliminacje | DQ      |

## Rekordy życiowe
- bieg na 100 metrów – 10,92 (23 września 1988, Seul)